# Cees Wijdekop
Cornelis „Cees” Wijdekop (ur. 31 stycznia 1914 w Amsterdamie, zm. 8 kwietnia 2008 w Purmerend) – holenderski kajakarz.
Razem ze swoim bratem Pieterem Wijdekopem zdobył na Letnich Igrzyskach Olimpijskich w Berlinie  brązowy medal w kajakach składanych na dystansie 10 km.